# El Castellar
El Castellar – gmina w Hiszpanii, w prowincji Teruel, w Aragonii, o powierzchni 50,33 km². W 2011 roku gmina liczyła 64 mieszkańców.